# 王重贤
王重贤（1493年—？），字子尚，直隶河间府交河縣（今屬河北省泊頭市）人，明朝政治人物。正德辛巳進士，官至江西僉事。

## 生平
正德十四年（1519年）舉己卯科順天府鄉試第一百十一名。正德十六年（1521年）聯捷辛巳科進士。授山東即墨縣知縣。嘉靖五年（1526年）九月，選授試浙江道監察御史。以建言杖闕，謫判壽州。嘉靖十六年（1537年），轉直隸嘉定縣知縣。入為戶部主事，復謫雲南安寧州同知、轉知徐州、濟南同知。官至江西按察司僉事。

## 家族
曾祖王友信。祖王安，寿官。父王钺。母常氏。重庆下。